# Férfi kajak négyes 500 méter a 2005. évi nyári európai ifjúsági olimpiai fesztiválon
A 2005. évi nyári európai ifjúsági olimpiai fesztiválon a férfi kajak négyes 500 méteres futamokat július 6.-án és július 7.-én rendezték San Giorgio di Nogaróban.

## Előfutamok
| 1. futam | 1. futam | 1. futam                                                             | 1. futam | 1. futam |
| H        | P        | Nemzet                                                               | Idő      | Mj       |
| -------- | -------- | -------------------------------------------------------------------- | -------- | -------- |
| 1.       | 2.       | Egyesült Királyság                                                   | 01:36,76 | QF       |
| 1.       | 2.       | Nathan Ede Ashley Owen William Edwa Rutherford Neil Williams         | 01:36,76 | QF       |
| 2.       | 4.       | Olaszország                                                          | 01:36,79 | QF       |
| 2.       | 4.       | Francesco Prenna Roberto Annarumma Nicola Dall'acqua Carlo Ceciliato | 01:36,79 | QF       |
| 3.       | 5.       | Magyarország                                                         | 01:37,84 | QF       |
| 3.       | 5.       | Varga Kálmán Péter Kristóf Németh Tamás Pélyi Dávid                  | 01:37,84 | QF       |
| 4.       | 6.       | Szlovákia                                                            | 01:38,42 | QS       |
| 4.       | 6.       | Csepy Tamás Tóth Zoltán Jakubik Gábor Viszlay Boris                  | 01:38,42 | QS       |
| 5.       | 3.       | Bulgária                                                             | 01:40,38 | QS       |
| 5.       | 3.       | Tunay Mutaf Mario Kirchev Gencho Genchev Miroslav Kirchev            | 01:40,38 | QS       |
| 6.       | 8.       | Szerbia és Montenegró                                                | 01:41,56 | QS       |
| 6.       | 8.       | Marko Novakovic Mihailo Milanovic Filip Kukic Boris Tomka            | 01:41,56 | QS       |
| 7.       | 7.       | Svájc                                                                | 01:46,39 | QS       |
| 7.       | 7.       | Fabian Eberle Felix Bernet Nicolas Müller Roman Kern                 | 01:46,39 | QS       |

| 2. futam | 2. futam | 2. futam                                                                                               | 2. futam | 2. futam |
| H        | P        | Nemzet                                                                                                 | Idő      | Mj       |
| -------- | -------- | --- | -------- | -------- |
| 1.       | 2.       | Moldova                                                                                                | 01:33,45 | QF       |
| 1.       | 2.       | Maxim Melnicenco Vasile Pogreban Denis Sergheev Dmitri Subbotin                                        | 01:33,45 | QF       |
| 2.       | 4.       | Oroszország                                                                                            | 01:35,78 | QF       |
| 2.       | 4.       | Artem Kononyuk Maxim Kuznetsov Maxim Shakhvorostov Nikolay Savchenko                                   | 01:35,78 | QF       |
| 3.       | 6.       | Portugália                                                                                             | 01:39,10 | QF       |
| 3.       | 6.       | Fernando Pimenta Jorge Castro Joao Ribeiro Flavio Pereira                                              | 01:39,10 | QF       |
| 4.       | 3.       | Lettország                                                                                             | 01:39,50 | QS       |
| 4.       | 3.       | Aleksandrs Nepocatovs Martins Biziks Toms Smirnovs Andrejs Novikas                                     | 01:39,50 | QS       |
| 5.       | 7.       | Dánia                                                                                                  | 01:40,10 | QS       |
| 5.       | 7.       | Nikolaj Aleksander Dagnæs-Hansen Emil Rosenkrands Irgens Jonas Bro Madsen Emil Christian Stær Simensen | 01:40,10 | QS       |
| 6.       | 5.       | Románia                                                                                                | 01:42,80 | QS       |
| 6.       | 5.       | Daniel Daniel George Razesu Bogdan Mada Ionut Alexandru Mitrea                                         | 01:42,80 | QS       |
| 7.       | 8.       | Görögország                                                                                            | 01:50,24 | QS       |
| 7.       | 8.       | Anastasios Archontakis Antonios Georgaras Georgios Karlagkinis Stavros Sapounas                        | 01:50,24 | QS       |

## Elődöntő
| H  | P  | Nemzet                                                                                                 | Idő      | Mj |
| -- | -- | --- | -------- | -- |
| 1. | 7. | Románia                                                                                                | 01:34,11 | QF |
| 1. | 7. | Daniel Daniel George Razesu Bogdan Mada Ionut Alexandru Mitrea                                         | 01:34,11 | QF |
| 2. | 3. | Dánia                                                                                                  | 01:35,01 | QF |
| 2. | 3. | Nikolaj Aleksander Dagnæs-Hansen Emil Rosenkrands Irgens Jonas Bro Madsen Emil Christian Stær Simensen | 01:35,01 | QF |
| 3. | 2. | Szerbia és Montenegró                                                                                  | 01:35,80 | QF |
| 3. | 2. | Marko Novakovic Mihailo Milanovic Filip Kukic Boris Tomka                                              | 01:35,80 | QF |
| 4. | 5. | Szlovákia                                                                                              | 01:35,82 |    |
| 4. | 5. | Csepy Tamás Tóth Zoltán Jakubik Gábor Viszlay Boris                                                    | 01:35,82 |    |
| 5. | 4. | Lettország                                                                                             | 01:38,66 |    |
| 5. | 4. | Aleksandrs Nepocatovs Martins Biziks Toms Smirnovs Andrejs Novikas                                     | 01:38,66 |    |
| 6. | 6. | Bulgária                                                                                               | 01:42,65 |    |
| 6. | 6. | Tunay Mutaf Mario Kirchev Gencho Genchev Miroslav Kirchev                                              | 01:42,65 |    |
| 7. | 1. | Görögország                                                                                            | 01:43,48 |    |
| 7. | 1. | Anastasios Archontakis Antonios Georgaras Georgios Karlagkinis Stavros Sapounas                        | 01:43,48 |    |
| 8. | 8. | Svájc                                                                                                  | 01:45,84 |    |
| 8. | 8. | Fabian Eberle Felix Bernet Nicolas Müller Roman Kern                                                   | 01:45,84 |    |

## Döntő
| H     | P  | Nemzet                                                                                                 | Idő      | Mj |
| ----- | -- | --- | -------- | -- |
| Arany | 2. | Portugália                                                                                             | 01:33,94 |    |
| Arany | 2. | Fernando Pimenta Jorge Castro Joao Ribeiro Flavio Pereira                                              | 01:33,94 |    |
| Ezüst | 4. | Moldova                                                                                                | 01:34,61 |    |
| Ezüst | 4. | Maxim Melnicenco Vasile Pogreban Denis Sergheev Dmitri Subbotin                                        | 01:34,61 |    |
| Bronz | 1. | Dánia                                                                                                  | 01:34,99 |    |
| Bronz | 1. | Nikolaj Aleksander Dagnæs-Hansen Emil Rosenkrands Irgens Jonas Bro Madsen Emil Christian Stær Simensen | 01:34,99 |    |
| 4.    | 6. | Oroszország                                                                                            | 01:35,40 |    |
| 4.    | 6. | Artem Kononyuk Maxim Kuznetsov Maxim Shakhvorostov Nikolay Savchenko                                   | 01:35,40 |    |
| 5.    | 8. | Románia                                                                                                | 01:35,88 |    |
| 5.    | 8. | Daniel Daniel George Razesu Bogdan Mada Ionut Alexandru Mitrea                                         | 01:35,88 |    |
| 6.    | 3. | Olaszország                                                                                            | 01:37,52 |    |
| 6.    | 3. | Francesco Prenna Roberto Annarumma Nicola Dall'acqua Carlo Ceciliato                                   | 01:37,52 |    |
| 7.    | 5. | Egyesült Királyság                                                                                     | 01:40,89 |    |
| 7.    | 5. | Nathan Ede Ashley Owen William Edwa Rutherford Neil Williams                                           | 01:40,89 |    |
| 8.    | 9. | Szerbia és Montenegró                                                                                  | 01:41,05 |    |
| 8.    | 9. | Marko Novakovic Mihailo Milanovic Filip Kukic Boris Tomka                                              | 01:41,05 |    |
| 9.    | 7. | Magyarország                                                                                           | 01:43,29 |    |
| 9.    | 7. | Varga Kálmán Péter Kristóf Németh Tamás Pélyi Dávid                                                    | 01:43,29 |    |